# گندی‌خوری سفلی
گندی‌خوری سفلی، روستایی از توابع بخش مرکزی شهرستان دنا در استان کهگیلویه و بویراحمد ایران است.
مردم روستای گندیخوری از طایفه دلی می باشند که از طوایف مستقل بویراحمد هستند

## جمعیت
این روستا در دهستان توت نده قرار دارد و براساس سرشماری مرکز آمار ایران در سال ۱۳۸۵، جمعیت آن ۴۸۹ نفر (۱۰۱خانوار) بوده‌است.